# آکیله کاستیلیونی

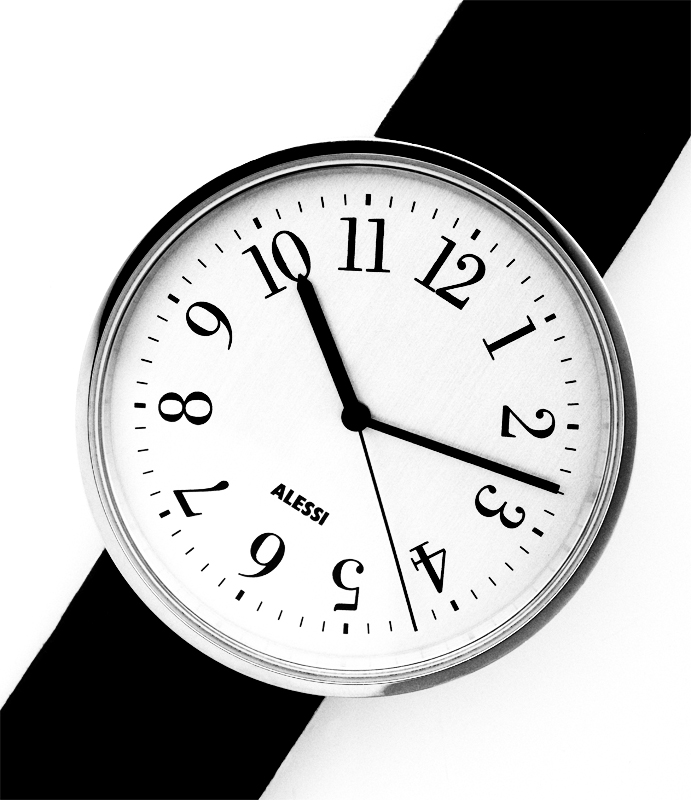
ساعت کاستیلیونی طراحی برای آلسی

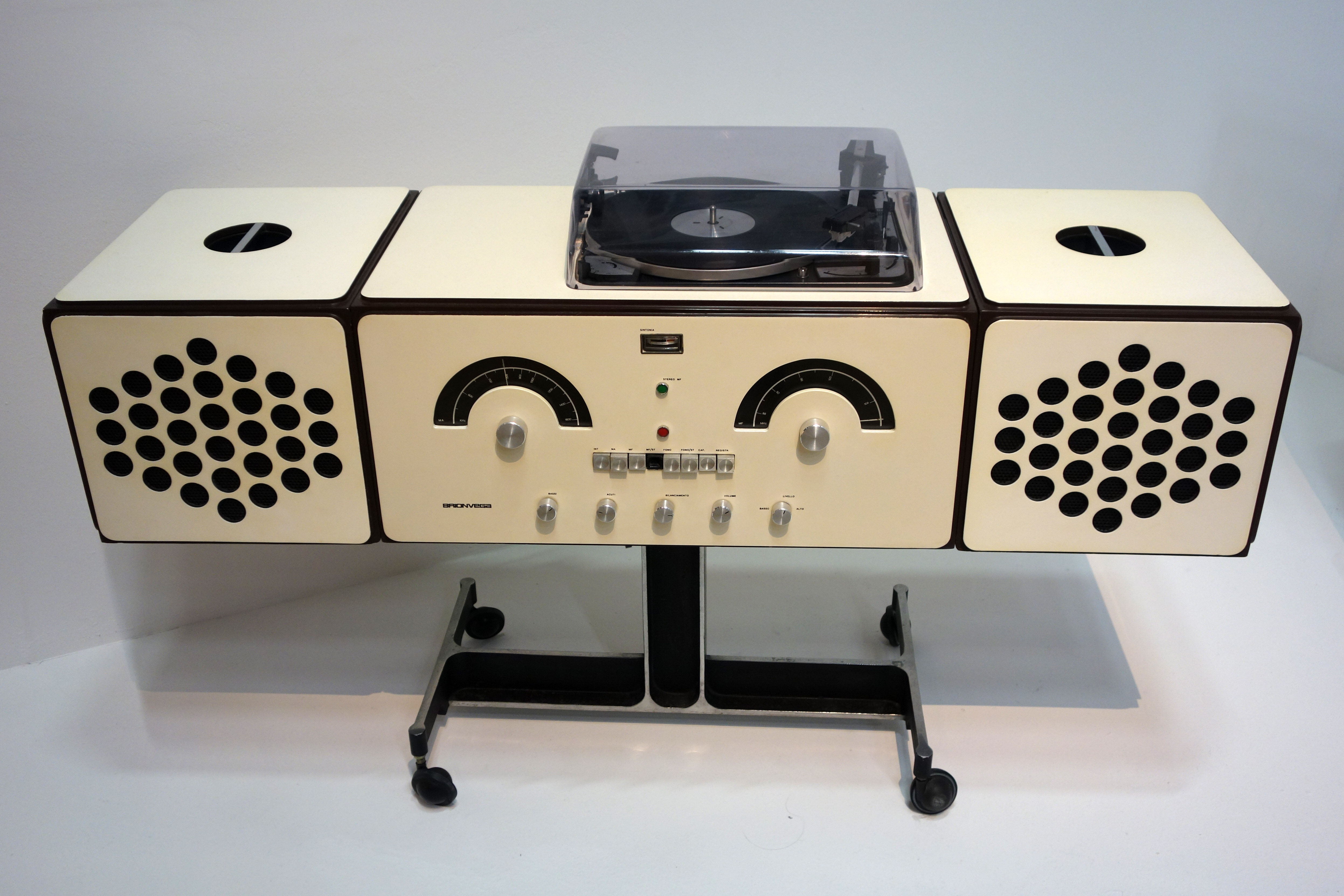
سیستم استریو پی‌آر۱۲۶

آکیله کاستیلیونی (به ایتالیایی: Achille Castiglioni)؛ (تلفظ ایتالیایی: [aˈkille kastiʎˈʎoːni]؛ زادۀ ۱۶ فوریه ۱۹۱۸ میلادی – درگذشتۀ ۲ دسامبر ۲۰۰۲ میلادی) یک طراح ایتالیایی مبلمان، نورپردازی، رادیوگرام و سایر اشیاء بود.

## زندگی‌نامه
کاستیلیونی در ۱۶ فوریه ۱۹۱۸ میلادی در میلان، در لمباردی در شمال ایتالیا به دنیا آمد. او سومین پسر مجسمه‌ساز جانینو کاستیلیونی و همسرش لیویا بولا بود. برادران بزرگتر او لیویو و پیر جاکومو هر دو معمار بودند.
کاستیلیونی مطالعات کلاسیک را در دبیرستان کلاسیک جوزپه پارینی در میلان خواند، اما به تحصیل هنر در هنرستان بررا روی آورد. در سال ۱۹۳۷ میلادی در دانشکدۀ معماریِ دانشگاه پلی‌تکنیک میلان ثبت نام کرد. با شروع جنگ جهانی دوم، او افسر توپخانه شد و در جبهۀ یونان و بعد در سیسیل مستقر شد. او قبل از حمله متفقین در سال ۱۹۴۳ میلادی به میلان بازگشت. در مارس ۱۹۴۴ میلادی از دانشگاه پلی‌تکنیک فارغ‌التحصیل شد.
وقتی جنگ تمام شد، کاستیلیونی به طراحی معماری که برادرانش لیویو و پیر جاکومو با لوئیجی کاچا دومینیونی در سال ۱۹۳۸ میلادی آغاز کرده بودند، پیوست. بسیاری از کار آن‌ها در طراحی نمایشگاه بود، اما آن‌ها همچنین تعدادی پروژۀ معماری، از جمله بازسازی پالاتسو دلا پرماننته در ۱۹۵۳–۱۹۵۲ میلادی، که توسط بمباران در سال ۱۹۴۳ میلادی ویران شده بود، انجام دادند.
لیویو کاستیلیونی در سال ۱۹۵۲ میلادی کار را ترک کرد. از آن زمان تا زمان مرگ پیر جاکومو در سال ۱۹۶۸ میلادی، او و آکیله به عنوان یک تیم کار کردند. طرح‌های آن‌ها به هیچ‌یک از آن‌ها نسبت داده نمی‌شود. پس از مرگ پیر جاکومو، آکیله به تنهایی کار کرد. از سال ۱۹۶۹ میلادی او موضوعات معماری و طراحی را ابتدا در دانشگاه پلی‌تکنیک تورین و سپس از سال ۱۹۸۰ میلادی که به عنوان استاد عادی یا استاد تمام رسید، در دانشگاه پلی‌تکنیک میلان تدریس کرد.
آکیله کاستیلیونی در ۲ دسامبر ۲۰۰۲ میلادی در میلان درگذشت.

## آثار

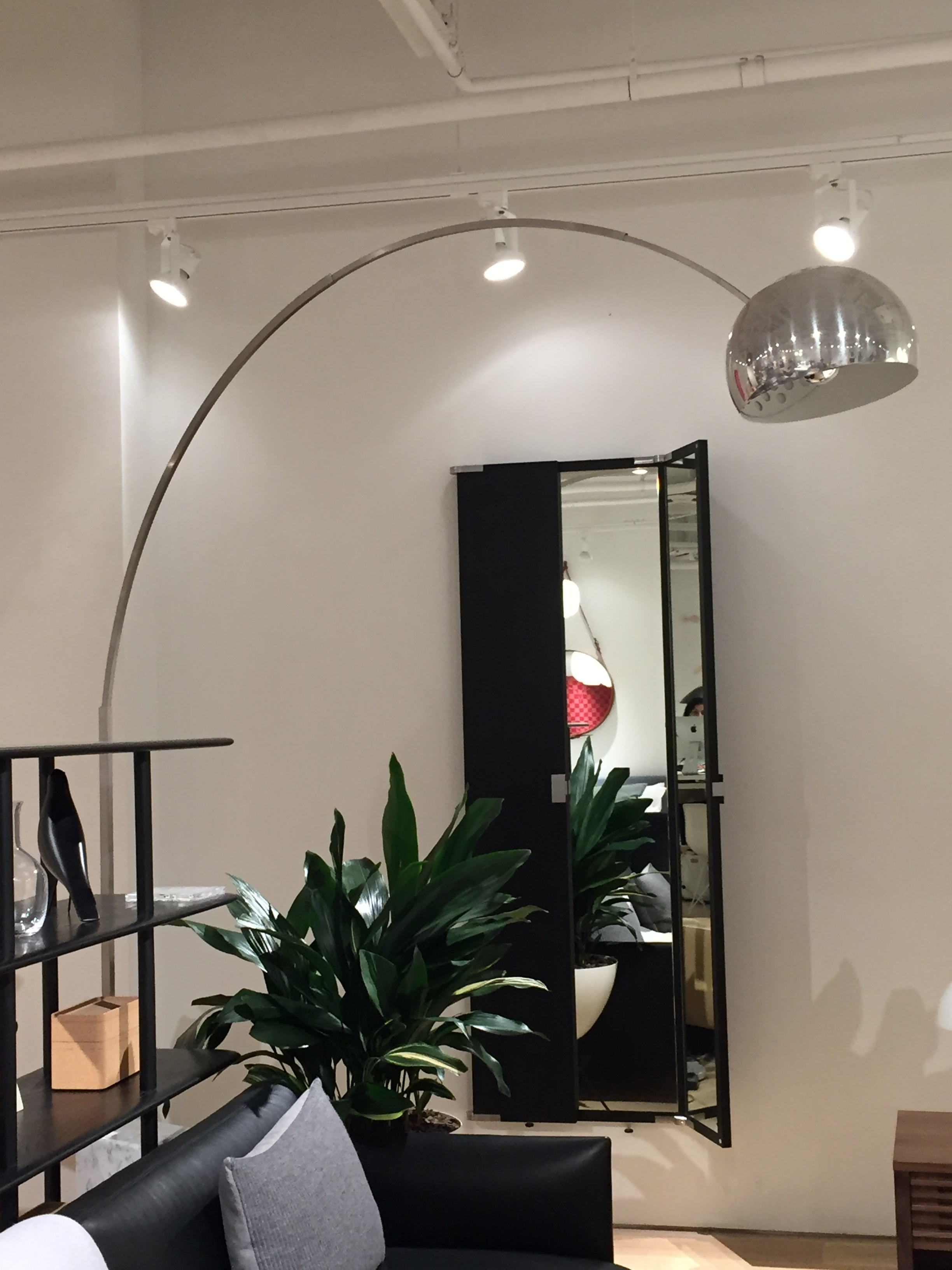
«چراغ آرکو»، طراحی توسط: برادران کاستیلیونی برای: شرکت فلوس

برادران کاستیلیونی در سال ۱۹۶۰ صندلی غذاخوری لیرنا – یک صندلی-غذاخوری عمودی از چوب لاکی با یک نشیمن ظریف از تخته سه‌لا – را برای کاسینا طراحی کردند.:۱۷۳:۷۹:۳۵۶
در سال ۱۹۶۲ میلادی، این دو برادر چراغ آرکو را طراحی کردند که احتمالاً شناخته شده‌ترین مبلمان آن‌ها بود. این چراغ که توسط شرکت فلوس تولید شده‌ است از سنگ مرمر کارارا و فولاد ساخته شده‌ است. به اندازه تمام پروژه‌های کاستیلیونی ساده و کاربردی است، پایۀ مرمری با یک قوس فولادی به نور متصل شده‌ است که باعث می‌شود چراغ قابل تنظیم و همه‌کاره باشد.

در بروشور نمایشگاهی برای «دیزاین!، نمایشگاه تک‌نگاشت ۱۹۹۷ میلادی دربارهٔ آثار کاستیلیونی در ام‌اُ‌ام‌ای»، پائولا آنتونلی می‌نویسد:
«کاستیلیونی عاشق پارادوکس‌ها و درک و خِرَد جدیدی است که می‌توانند ایجاد کنند. یکی از نمونه‌ها سّلا (زین)، چهارپایه چرخان است که در سال ۱۹۵۷ میلادی با پیر جاکومو طراحی شد، که به دلیل استفاده از یک شیء روزمرۀ موجود در یک زمینۀ غیرمنتظره، برچسب نامتجانس «دادائیست» را برای کاستیلیونی‌ها به ارمغان آورد.»